# Armeniens konstitution
Armeniens konstitution antogs genom att Armenien gick till folkomröstning den 5 juli 1995.
Genom konstitutionen blev Armenien en demokratisk, suverän, social, och konstitutionell stat. Jerevan definieras som huvudstaden. Makten utgår från medborgarna, som utövar den direkt genom att välja representanter. Vill man förändra konstitutionen, eller ändra gränserna, skall folkomröstning tillämpas. Antalet artiklar uppgår till 117 i antalet. Den 27 november 2005, genomfördes en folkomröstning, och konstitutionen ändrades.
Enligt tilläggen från november 2005, är det presidenten som utser premiärminister, baserat på platsfördelningen i nationalförsamlingen. Presidenten kan också utse, eller avsätta, regeringsledamöter, efter premiärministerns rekommendation. På grund av presidentens konstitutionella makt, kan Armenien anses vara en presidentstyrd republik.

### Fotnoter
1. ↑  The First Constitution of the Republic of Armenia (5 July 1995) Arkiverad 1 augusti 2009 hämtat från the Wayback Machine.
2. ↑  The Constitution of the Republic of Armenia (27 November 2005) Arkiverad 13 oktober 2008 hämtat från the Wayback Machine.
3. ↑  The Constitution of the Republic of Armenia (27 november 2005), Chapter 3: The President of the Republic, Article 55 Arkiverad 25 december 2008 hämtat från the Wayback Machine..